# Münzfund von Kirchmatting

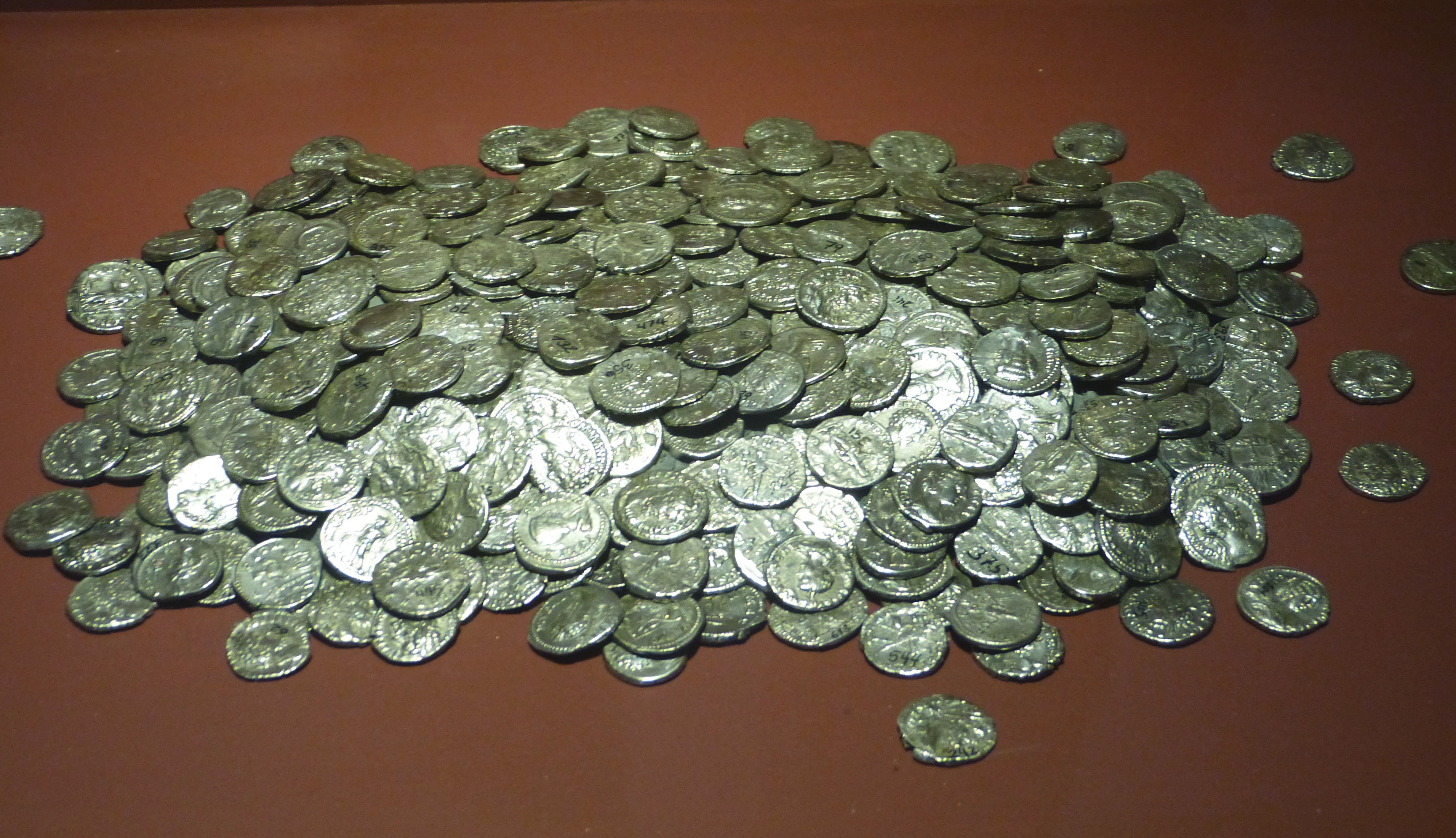
Römischer Schatz mit Münzen, gefunden 1937 in Kirchmatting

Der Münzfund von Kirchmatting ist ein römischer Hortfund mit Münzen zwischen 32 v. Chr. und 232 n. Chr. Er wurde 1937 in Kirchmatting, heute ein Ortsteil der Gemeinde Salching im niederbayerischen Landkreis Straubing-Bogen, entdeckt. 

## Geschichte
Beim Münzfund von Kirchmatting vom 7. Juni 1939 wurde auf einem Feld des Bauern Hochholzer ein Tongefäß mit 1169 Münzen ausgeackert. Es umfasste römische Denare und Sesterzen, die jüngsten geprägt im Jahre 231 n. Chr. mit dem Bildnis des damaligen Kaisers Alexander Severus und seiner Frau. Das Verbergen der Münzen steht vermutlich im Zusammenhang mit dem Limesfall des 3. Jahrhunderts nach Christus in der Provinz Rätien. 
Der Fund befindet sich zum größten Teil im Gäubodenmuseum Straubing.